# Tamași
Tamași est une commune du județ de Bacău en Roumanie.